# Reisleider

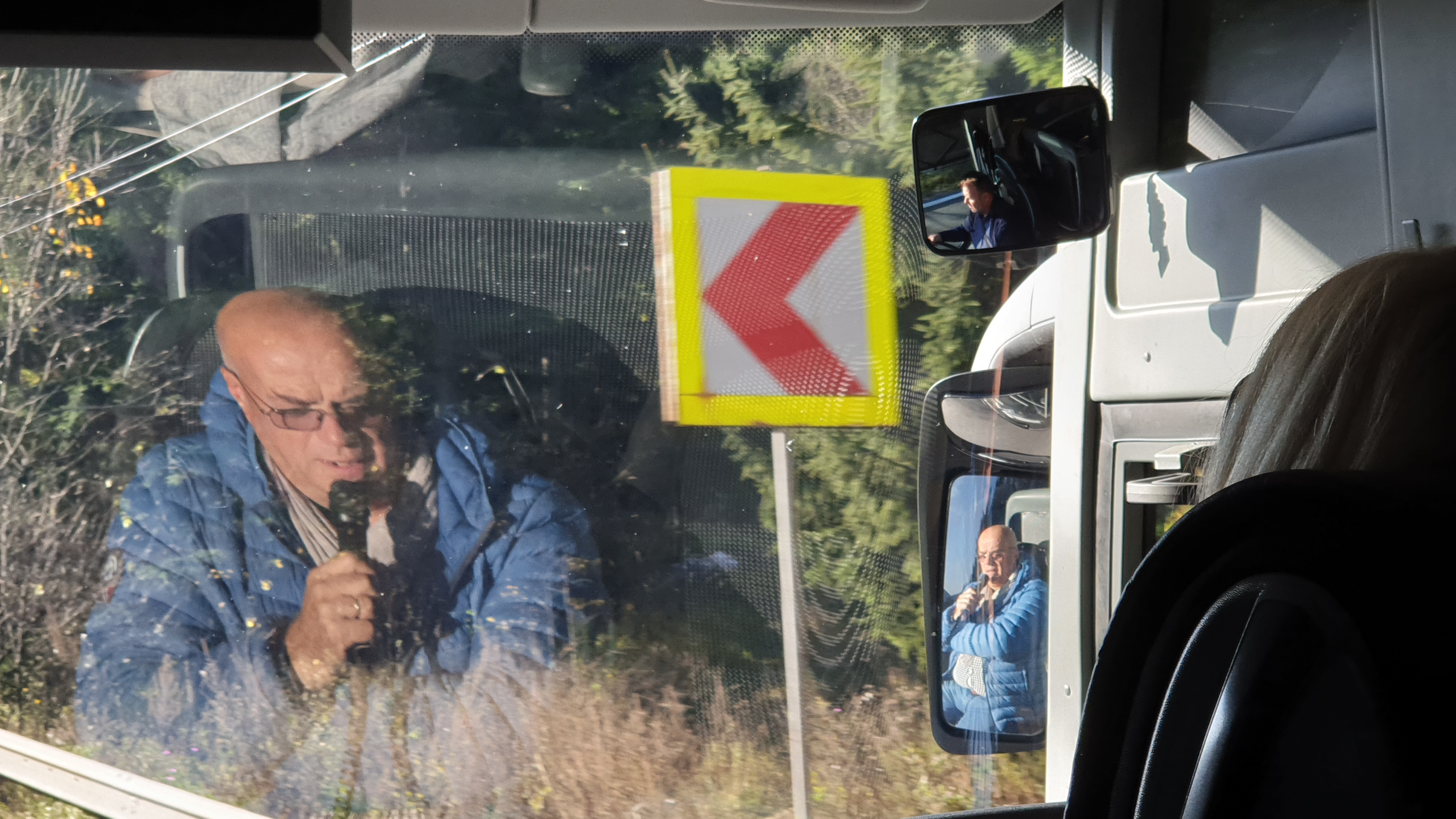
Een reisleider tijdens een busreis

Een reisleider of reisleidster is een persoon die reizen begeleidt in opdracht van een derde. Deze derde is doorgaans een touroperator. In de volksmond wordt vaak van reisbureau gesproken, maar dat is onjuist. Een reisbureau is een wederverkoper en een touroperator is een organisator van reizen.
De reisleider draagt zorg voor een groep reizigers tijdens hun verblijf. Naast het verstrekken van informatie over een bestemming, is hij of zij aanspreekpunt voor de reizigers tijdens hun verblijf. 
Hoewel het daarmee een beroep is dat tot de verbeelding spreekt, staan de arbeidsrechten en salariëring van reisleiders in Nederland ter discussie. Reisleiders maken vaak lange dagen, hebben veel verantwoording en worden volgens een artikel in dagblad NRC Handelsblad in 2018 zwaar onderbetaald. Vakbond FNV stelde voor daar iets aan te doen.
In Nederland zijn er MBO en HBO opleidingen tot reisleider, waaronder de HBO-opleiding Internationaal Toeristisch Management, en in België kan met in het beroepsonderwijs en volwasseneneducatie  een driejarige opleiding volgen.